# Lettisches Kaltblut
Das Lettische Kaltblut (lettisch Latvijas ardenis ‚Lettischer Ardenner‘) ist ein mittelschweres Kaltblutpferd, das im Typ des Schwedischen Ardenners steht. Heute ist diese Rasse fast verschwunden.
Hintergrundinformationen zur Pferdebewertung und -zucht finden sich unter: Exterieur, Interieur und Pferdezucht.

## Exterieur
Das Exterieur des lettischen Kaltbluts ist geprägt durch einen mittelgroßen Kopf, einen kurzen, starken Hals, einen kompakten Rumpf, einen mittellangen, geraden Rücken und eine runde, abfallende Kruppe. Die Gliedmaßen sind kurz und stabil, die Gelenke trocken, die Hufe fest.

## Interieur
Das Lettische Kaltblut gilt als gutmütig und temperamentvoll.

## Zuchtgeschichte
Die Ursprünge des lettischen Kaltbluts lassen sich bis in die Zeit des Deutschen Ritterordens (12. bis 15. Jahrhundert) zurückverfolgen. Im 18. und 19. Jahrhundert wurden dann Oldenburger Pferde eingekreuzt. In den 1930er Jahren wurden außerdem Schweden-Ardenner in die Zucht eingekreuzt. Insgesamt ähnelt die Zuchtgeschichte der der benachbarten Litauischen Kaltblüter. Mit der Motorisierung ist die Rasse fast verschwunden, 2006 gab es in Lettland 196 lettische Kaltblüter.

## Belege
- Rasseportrait auf www.pferde-rassen.de